# Canthocamptus australicus
Canthocamptus australicus is een eenoogkreeftjessoort uit de familie van de Canthocamptidae. De wetenschappelijke naam van de soort werd in 1908 voor het eerst geldig gepubliceerd door Georg Ossian Sars.